# Minecraft
Minecraft is een sandbox-game ontwikkeld door Mojang Studios. Het spel is gemaakt door Markus "Notch" Persson in de programmeertaal Java. Na verschillende vroege privé-testversies, werd het voor het eerst openbaar gemaakt in mei 2009 voordat het in november 2011 volledig werd uitgebracht, waarbij Notch aftrad en Jens "Jeb" Bergensten de ontwikkeling overnam. Minecraft is sindsdien geporteerd naar verschillende andere platforms en is de best verkochte videogame aller tijden, met meer dan 238 miljoen verkochte exemplaren en bijna 140 miljoen maandelijkse actieve gebruikers vanaf 2021.   
In dit spel kan men in een uitgestrekt gebied kubusvormige objecten plaatsen op een rooster. Het spel genereert automatisch een omgeving met grondstoffen, monsters, dieren, grot- en tunnelsystemen, bergformaties en meren. De speler heeft een eigen avatar, waarmee hij de omgeving actief kan aanpassen. De standaardavatar is een personage genaamd Steve. 
Het spel kan op een server, met een LAN-verbinding of offline worden gespeeld; in het laatste geval door het (tegen betaling) te downloaden van de officiële website van Minecraft. In oktober 2023 werd bekendgemaakt dat er in totaal 300 miljoen exemplaren van Minecraft verkocht zijn, waarmee het de best verkochte videogame aller tijden is.

## Het spel

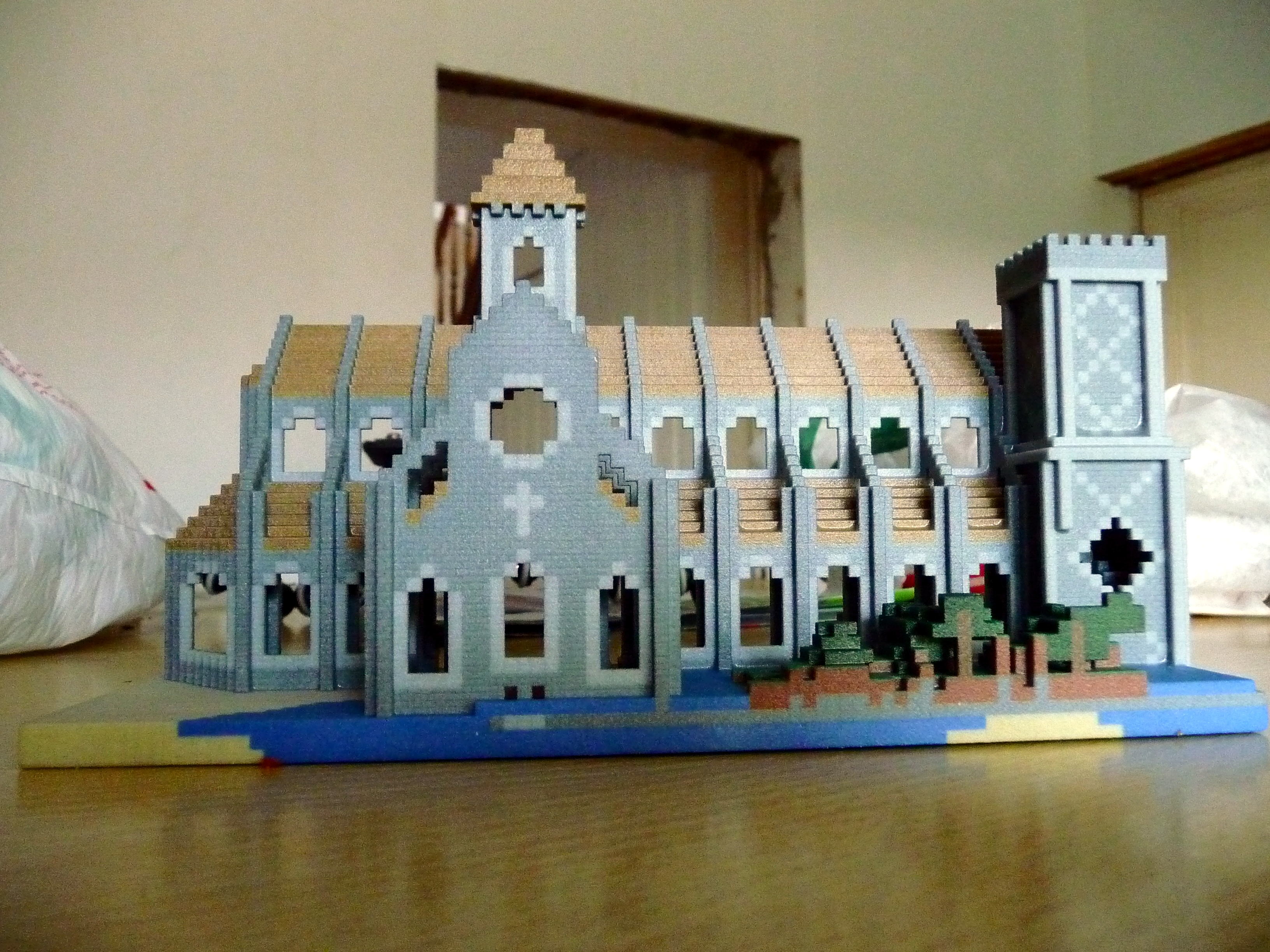
Driedimensionale uitbeelding van een kathedraal zoals die in een virtuele Minecraft-wereld gebouwd kan worden.

Minecraft is een zogenaamde sandbox-game, waarbij de speler vrij rond kan lopen door een virtuele wereld, zonder een vooraf vastgesteld doel. Het belangrijkste kenmerk van het spel is het reizen door en ontdekken van grotten en kerkers en het bouwen van gebouwen en voorzieningen. De speler kan grondstoffen delven, deze tot andere voorwerpen verwerken en vechten tegen monsters (mobs) om zichzelf nog sterker te maken. 
Ook zijn er enkele speciale mogelijkheden, zoals het maken van automatische verbindingen door middel van redstone, en kunnen gereedschappen van een betovering (enchantment) worden voorzien. De betoveringen zijn door het spel bepaald, maar de mogelijkheden van redstone zijn bijna onbeperkt. Er kunnen bijvoorbeeld zeer complexe dingen, zoals echt werkende rekenmachines en robot-achtige constructies mee gemaakt worden.
Minecraft kent verschillende dimensies. De Nether, geïmplementeerd in de Alpha-versie op 30 oktober 2010, is de eerste extra dimensie die in Minecraft werd gemaakt. Later waren er plannen om een droomwereld toe te voegen, alhoewel dat uiteindelijk 'The End' is geworden.

### Survival
Een van de manieren om Minecraft te spelen is via de modus Survival, wat inhoudt dat de speler in een bepaalde wereld moet zien te overleven. Om in leven te blijven moet de speler op zoek gaan naar voedsel, dat verkregen kan worden door bijvoorbeeld dieren te slachten of graan en groente te verbouwen. Ook moet de speler zich verdedigen tegen vijandelijke mobs die 's nachts ontstaan en de speler proberen te doden. In de survivalmodus zal de speler zelf bouwmaterialen moeten verzamelen door het omhakken van bomen en het uithakken van gesteenten.
De combinatie van survival met multiplayer wordt vaak afgekort als SMP (survival multiplayer).

### Creative
In de spelmodus Creative (Engels voor 'creatief') is er geen limiet aan de beschikbare bouwmaterialen, zodat deze niet opgegraven of gezocht hoeven te worden. Ook heeft de speler in deze modus extra mogelijkheden. de speler kan in Creative modus vliegen, kan niet aangevallen worden door vijandelijke mobs, en kan niet doodgaan door bijvoorbeeld lava, de enige manier om in Creative dood te gaan is om de command /kill te gebruiken of door in The Void te vallen.

### Avontuur
Avontuur-modus (Engels: adventure) is een variant van survival-modus. In deze modus kan de speler alleen blokken breken met het gereedschap waarvoor het gemaakt is. Hout kan alleen met een bijl gebroken worden, steen kan alleen met een pikhouweel en wol alleen met een schaar.

## Geschiedenis
In 2006 begon Zweedse spelontwikkelaar Markus Persson met programmeren aan zijn spel RubyDung, hoewel op 9 mei 2009 is de naam veranderd naar CaveGame, op 12 mei 2009 werd het Minecraft: Order Of The Stone, en op 17 mei 2009 is het veranderd naar Minecraft. De belangrijkste inspiratie voor het blokkerige ontwerp en het deformeren van het terrein kwam van het spel Infiniminer. Voor de survival-game modus was Dwarf Fortress de grootste bron van inspiratie.

### Minecraft Classic
Minecraft Classic is de versie tussen Minecraft: Order Of The Stone en Minecraft Alpha. Minecraft Classic is gehost op classic.minecraft.net, waar men het gratis kan spelen.

### Minecraft InfDev
InfDev staat voor "Infinite Development", in deze versie waren werelden heel groot (hoewel niet oneindig). Deze versie van Minecraft is bekend vanwege meerde dingen, op sommige plekken in de wereld zijn pyramiden gemaakt van baksteen, dit heeft de ontwikkelaar Persson toegevoegd om structuren te testen, er was ook een streep van Obsidiaan (ook wel de "'Obsidian Axis"' genoemd) dat vanaf het middelpunt helemaal naar het einde van de wereld gaat, dit was in alle vier de richtingen (Noord, Oost, Zuid en West). 
De Farlands bestonden al in deze versie, maar in deze versie was het een massieve stenen muur dat duizenden blokken nog door gaat, dit type Farlands was onbereikbaar omdat lang voor dat je hier aankomt blokken niet meer vast zijn (je valt vanaf dat punt door de wereld heen), je kon wel nog verder gaan in het water.

### Minecraft Alpha
Minecraft was in zijn alpha-fase rond 2009. In Minecraft Alpha zijn mobs toegevoegd, en ook de dungeon. De muziekplaten Cat en 13 zijn ook in deze versie geïntroduceerd in Minecraft, allebei gemaakt door de Duitse muzikant C418.
De creepypasta Herobrine speelt zich af in Minecraft Alpha, volgens de creepypasta is Herobrine een entiteit die spelers stalkt in de mist en als het avond is.

### Minecraft Beta
Minecraft was in zijn Beta-fase rond 2010. In Minecraft Beta was de Farlands ontdekt, een sponsachtige muur die zich bevindt aan de rand van de wereld, de sponsachtige muur wordt gegenereerd omdat de Perlin noise hier ophoudt met werken, waardoor het terrein er vreemd uit kan zien. Beta 1.7.3 was de laatste Minecraft-versie met de Farlands, deze zijn in Beta 1.8.0 verwijderd. In deze versie zijn de rest van de muziekplaten toegevoegd, behalve Pigstep, Otherside, 5 en Relic, deze zijn allemaal pas na de Nether Update toegevoegd.

### Minecraft
In 2011 is Minecraft als de volledige versie uitgebracht door Mojang Specifications, wat toen Mojang AB werd. Minecraft 1.0 is de eerste versie die toen uitgebracht werd, versie 1.0 werd ook wel "The End Update" genoemd, waar de dimensie The End was toegevoegd, en waar men de Enderdraak moet verslaan.

### Minecraft: Story Mode
In 2015 bracht Telltale Games (bekend van de videogamevariant van The Walking Dead) ook een Minecraft-spel uit met een verhaallijn genaamd Minecraft: Story Mode. Hierin speelt de speler als Jesse, een doorsnee persoon in de Minecraft-wereld die uiteindelijk een held wordt.

### Minecraft (heden)
In 2019 kwam er een tweede golf aan populariteit voor Minecraft. Dit werd mede geholpen door de ''Lets Play'' van bekende YouTuber PewDiePie. Hierna volgde creators als Technoblade, Dream, en tallozen anderen.
In 2024 werd bekendgemaakt dat updates voortaan twee keer in het jaar zullen plaatsvinden in plaats van een keer in het jaar. Dit om de speler vaker een nieuwe ervaring te geven.
In 2025 kwam A Minecraft Movie uit. Deze film gaat over 4 personen uit de echte wereld die een portaal naar het Minecraft universum vinden. Hier worden ze geholpen door Steve.

### Snapshots
Bij elke versie van Minecraft komen er snapshots, waar men al voorproefjes kan vinden van wat er in de nieuwe update zal komen. Deze snapshots kunnen wel bugs bevatten.

## Werelden

### Overworld
De overworld is de wereld waar de speler begint en waar het personage leeft. De normale wereld bestaat uit verschillende zogeheten biomes, elk met hun eigen soort landschap en begroeiing. Zo zijn er gemengde loofbossen, berken-, eiken- en dennebossen, oerwouden, woestijnen, berglandschappen, savannes, taiga's en oceanen waarin soms een mushroom island voorkomt. In de normale wereld zijn er ook verschillende weersomstandigheden: het kan regenen en onweren en in sommige gebieden sneeuwen.
In deze landschappen komen zo nu en dan door het spel gegenereerde bouwwerken voor, zoals dorpjes, woestijn-, jungle- en onderwatertempels en onder de grond zogeheten dungeons waarin vijandelijke mobs ontstaan. De dorpjes worden bevolkt door dorpelingen, waarmee de speler handel kan drijven door dingen te ruilen.
Sinds 1.19 is er ook een zogenaamde Deep Dark toegevoegd waar een van de sterkste monsters in het spel is genaamd de Warden.

### Nether
Sinds Halloween 2010 is het mogelijk om naar de Nether te reizen. De Nether wordt - net zoals de gewone wereld - willekeurig gegenereerd. Om in de Nether te komen moet de speler een portaal maken van obsidiaan en dat in brand steken, waardoor dan een paars portaal ontstaat. Als de speler gedurende vijf seconden in dat veld staat reist hij naar de Nether. Op de plek waar men terechtkomt in de Nether staat een portaal waarmee men weer terug naar de normale wereld kan reizen. Dit portaal ziet er hetzelfde uit als het portaal om naar de Nether toe te gaan. Er zijn minder verschillende soorten blokken aanwezig in deze dimensie dan in de normale dimensie.
Daarnaast zijn er verschillende wezens die leven in de Nether, zoals: 'Ghasts' (vliegende, vuurbalspuwende wezens), 'zombievarkens' (passief totdat ze worden aangevallen en als de speler er een raakt komen ze allemaal op hem af), Blazes (vliegende beesten die vuur naar de speler toe spuwen en die afkomstig zijn van monsterspawner), 'Wither Skeletons' (Wither Skeletons zijn zwart van kleur, in de normale wereld is er een witte variant die 'Skeletons' worden genoemd), en 'magmakubussen', een soort slijmkubus, gemaakt van magma, die hoog kan springen.
Update 1.16 was een Nether-update, deze update heeft veel nieuwe Nether-blokken toegevoegd en nieuwe mobs zoals strijders (passieve wezens die op lava lopen). De update heeft ook 'netheriet' toegevoegd, waarmee het sterkste harnas in het spel kan worden gemaakt. Met update 1.16 werden de 'zombievarkens' vervangen door zombified piglins, hun werking is hetzelfde gebleven. 
Vanaf Beta 1.6 is de Nether ook toegankelijk in multiplayer.

### The End
Sinds de vierde pre-release van Beta 1.9 kan men naar The End reizen. Het is een duistere wereld van vliegende eilanden van endsteen. Op het hoofdeiland waar men aankomt staan pilaren van obsidiaan. Op de andere eilanden, die ver van het hoofdeiland staan, groeien chorusplanten en kunnen zogenaamde End Cities genereren. Verder zijn er veel endermannen, en sinds Beta 1.9 prerelease 6 is er ook een Enderdraak, een nieuwe soort tegenstander. Spelers kunnen The End alleen verlaten door dood te gaan of de Ender Dragon te verslaan. Als de speler voor de laatst genoemde optie kiest dan heeft de speler het spel "uitgespeeld" en volgt de aftiteling. Hierna kan men door het ontstane Endportaal weer terugkeren naar de gewone wereld. Het is mogelijk de Ender Dragon opnieuw op te roepen door middel van vier End Crystals op specefieke plaatsen op de Endportaal te plaatsen. 
Aanvankelijk was ontwikkelaar Persson medio mei begonnen met het ontwikkelen van een droomwereld, gedoopt tot de Sky Dimension. 
Hoewel de code al volledig functioneel was, gaf Persson aan dat hij het er lelijk uit vond zien. Aan de screenshots te zien waren de grondstoffen vrijwel hetzelfde als in de normale wereld. Persson speculeerde dat zodra de speler ging slapen in zijn bed, er een geringe kans was dat hij of zij in de droomwereld, oftewel de Sky Dimension terecht zou komen. Aan de schermafbeeldingen is ook te zien dat de Sky Dimension ver boven de wolkenlaag ligt, te ver om te bereiken in de normale wereld. Wellicht zou de speler in theorie gewoon van een zwevend eiland naar de normale wereld kunnen springen, en héél misschien ook weer terug. In de toekomst heeft Persson wel het plan om de Sky Dimension toch volgens het oude concept in te voeren, dit in tegenstelling tot veel spelers die denken dat The End de Sky Dimension vervangt. Vanaf Beta 1.6 zat de Sky Dimension ook daadwerkelijk in de broncode van Minecraft, maar kan nog niet op legale wijze worden betreden. Wel is er een modificatie te downloaden die één bestand in de broncode verandert, zodat de werelden standaard als een Sky Dimension worden gegenereerd.

### The Void
The Void (de leegte) is de laag onder de bodemsteen (bedrock) die alleen bereikbaar is door de onderste laag te breken. Deze is echter niet als wereld te erkennen, gezien The Void onder iedere dimensie te vinden is. Vroeger was het niet mogelijk om in survival in de void te vallen maar tegenwoordig is dit wel mogelijk, alleen is het heel zeldzaam om een gat in het bodemsteen te vinden. Een andere manier om in de void te vallen is door het bodemsteen te breken, dit is alleen mogelijk in creative of met behulp van bugs. Als de onderste laag is gebroken, kan de speler naar beneden vallen en doodgaan. In The End kan de speler van het eiland vallen en in The Void terecht komen. Dit zijn wel de enige manieren om dood te gaan in The Void in Creative-modus en Survival-modus. De speler kan wel vliegen in The Void zonder dood te gaan, maar als hij te ver naar beneden vliegt zal hij wel dood gaan. The Void is ook te vinden boven de reeds beschreven Nether, maar daar is het niet dodelijk. In de overworld begint de void op Y-niveau −65.

## Mobs
De dieren en monsters die men tegenkomt in het spel worden vaak mobs genoemd.
Dit is de afkorting van het Engelse woord mobiles, dat soms in de spelindustrie wordt gebruikt als term voor beweegbare wezens. Sommige mobs zijn vriendelijk, sommige zijn neutraal en andere zijn vijandig. 

### Vriendelijke mobs
Vriendelijke mobs zijn mobs die niet agressief zijn, ook niet als je hen aanvalt. De meeste hiervan kunnen door de speler gefokt worden door ze te vangen en voedsel te geven. Deze dieren kunnen de speler dan van vlees, leer, wol e.d. voorzien. Deze mobs zijn:
- Vee, namelijk koeien, varkens, kippen, schapen, ezels, paarden, muilezels en mooshrooms, een soort koeien met paddenstoelen op de rug die alleen voorkomen op Mooshroom Islands.
- Vleermuizen.
- Skeletten.
- Inktvissen, waarvan er sommige licht geven.
- Konijnen.
- Ocelots, deze kunnen getemd worden met vis, waardoor ze katten worden. Ocelots en katten jagen creepers weg.
- Dorpelingen, NPC's die voorwerpen verhandelen en in een gemeenschap wonen. Kunnen ook in een zombievariant voorkomen, waarbij de speler ze kan genezen. Dit geeft de speler aanzienlijke kortingen.
- Gordeldieren.
- Papegaaien.
- Schildpadden.
- Axolotls.
- Kikkers en kikkervisjes.
- Kamelen.
- Kabeljauwen.
- Rode zalmen.
- Tropische vissen, waarvan er 3.000 verschillende soorten zijn, die allemaal dezelfde dingen bij overlijden zullen laten vallen.
- Kogelvissen.
- Striders, vreemd ogende wezens met een groot hoofd en twee benen, waarmee men over de lavameren in de Nether kan rijden.

### Neutrale mobs
Neutrale mobs zijn mobs die de speler alleen aanvallen wanneer de speler eerst deze mobs heeft aangevallen. De mobs die hieronder vallen zijn:
- Lama's, deze spugen op mensen wanneer ze worden geslagen.
- IJsberen.
- Zombiepiglins.
- Sneeuwgolems, sneeuwpoppen die sneeuwballen gooien naar iedereen, behalve degene die ze gemaakt heeft; dit komt omdat sneeuwgolems niet zelf spawnen, maar gebouwd moeten worden.
- IJzergolems, deze bewaken de gemeenschappen van de dorpelingen van vijandige mobs.
- Wolven, deze kunnen getemd worden door de speler, maar zal bij provocatie de speler aanvallen.
- Spinnen en grotspinnen, deze zijn vijandig als ze worden aangevallen én in de nacht.
- Dolfijnen.
- Panda's.
- Piglins, rechtopstaande varkens die je aanvallen als je geen gouden harnas aanhebt of geen gouden object vasthoudt.
- Endermen, deze vallen de speler alleen aan bij provocatie door middel van aankijken in de ogen.

### Vijandige mobs
Vijandige mobs zijn mobs die spelers vanzelf aanvallen, en als deze zich niet verdedigt of vlucht, zal hij daaraan doodgaan. In de Nether zijn er andere vijandige mobs (zie aldaar). De sterkste mob die in deze categorie valt die geen Boss Mob is, is de Warden.
- Zombies, deze zijn er in verschillende vormen, namelijk de normale zombie, de mummie (komt voor in woestijnen), de zombiedorpeling en de drenkeling, die in het water voorkomt.
- Fantomen, deze spawnen als de speler drie dagen of meer niet heeft geslapen. Met het overschot wat ze laten vallen, kunnen de vleugels van de speler worden gerepareerd.
- Heksen, deze gooien brouwsels naar spelers die negatieve effecten hebben.
- Creepers, deze ontploffen als je er bij in de buurt komt.
- Piglinbruten, dit zijn Piglins die je altijd aanvallen, ook als je goud draagt. Deze kun je vinden in de Bastions.
- Skeletten, deze schieten met een pijl en boog op de speler.
- Witherskeletten, dit zijn skeletten met een stenen zwaard die je het wither-effect geven. Er is een minieme kans dat ze hun schedel laten vallen, waardoor je de Boss Mob Wither kan bouwen.
- Zilvervisjes, deze komen uit sommige soorten steen gekropen als je het steen kapotmaakt
- Verschoppelingen, deze komen in verschillende vormen voor, namelijk de plunderaars, met kruisbogen, de verdedigers, met bijlen, en de oproepers, met magie
- Ghasts, grote vierkante wezens die vuurballen schieten wanneer ze je zien. Kunnen gevonden worden in een ''Dried Ghast'' variant, en als deze op de juiste manier wordt verzorgd, kan die de speler helpen in de Overworld.
- Shulkers, wezens in de End die je laten vliegen met projectielen.
- Slijmkubussen, grote slijmballen die rondstuiteren. Wanneer je een grote verslaat, verandert deze in twee kleinere.
- Blazes, vliegende wezens die vuurballen schieten.
- Hoglins en zombiehoglins, grote aggresieve varkens die voorkomen in de Nether.
- Verwoesters, grote beesten die worden bereden door plunderaars bij het geval van een aanval op een gemeenschap.
- Magmakubussen. Deze functioneren hetzelfde als de slijmkubussen, alleen zijn deze sterker, en geven de speler andere voorwerpen bij overlijden.
- Endermijt, geleedpotigen die in de End voorkomen na het gooien van een enderparel.
- Bewakers en oudere Bewakers, wezens met een groot hoofd en een staart die een onderwatertempel beschermen. De oudere bewaker kan de speler vervloeken, waardoor diegene geen blokken meer kan vernietigen. De bewakers beschermen de onderwatertempel van buitenaf.
- Verdwaalden, soort skeletten.
- Ergernissen, spawnen als ze op worden geroepen door oproepers.
- De Warden, een zeer sterk monster, deze valt ook onder de groep Boss Mobs, ondanks dat deze geen HP-Bar laat zien.

### Boss mobs
Boss mobs zijn Ender-Draken & Withers, alleen spelers kunnen deze spawnen. Boss mobs zijn vijandig, erg sterk en hebben veel hp (health points). Ze doen ook veel schade aan de speler en ze zijn moeilijk te verslaan.
Herobrine is een figuur die algemeen bekend is bij Minecraft-spelers, maar niet in het spel voorkomt. Hij verscheen voor het eerst in een plaatje op 4chan en zou in Minecraft-werelden vreemde constructies bouwen. Mojang heeft echter laten weten dat Herobrine nooit heeft bestaan en ook niet zal worden toegevoegd.

## Platforms
Minecraft kwam origineel uit voor Java-ondersteunende platforms; Microsoft Windows, Mac OS X en Linux.
De "Pocket Edition" kwam op 16 augustus 2011 uit voor de Sony Xperia Play. Deze is uitsluitend in Classic mode beschikbaar. Op 17 november kwam Pocket Edition uit voor de iPhone en de rest van de Android & iOS toestellen.
In 2017 werden de versies die C++ als codebasis gebruiken, samengevoegd tot één versie, de Bedrockeditie, in de zogeheten Better Together-update. De uitzonderingen hierop zijn de Xbox 360-edite, Wii U, New Nintendo 3DS en PlayStationedities.
Updates voor de Xbox One en Switchedities werden beëindigd op 29 augustus 2017, met als doel dat beide de Better Together-update gaat gebruiken, hoewel de Switcheditie nog niet de update heeft gehad.
De versie die Java gebruikt werd hernoemd tot Minecraft: Java Edition tijdens de ontwikkeling van 1.12.2.
De "Xbox 360 Edition" was aangekondigd op E3 en is uitgekomen op 9 mei 2012. In de Xbox 360-versie zal men met de normale controller spelen alsmede met de Kinect. Deze Xbox-versie wordt niet ontwikkeld door Mojang maar door 4J Studios; Persson heeft wel gezegd dat hij de Game Designer is en blijft. In de Xbox 360 kan tot vier spelers split screen worden gespeeld. Gaming website XGN beoordeelde de Xbox 360-versie met een 9,2 in de recensie.
| Jaar | Platform                                                 |
| ---- | -------------------------------------------------------- |
| 2009 | Browser, Windows (Test- en Alpha releases)               |
| 2010 | Browser, Linux, OS X, Windows (officiële release)        |
| 2011 | Android, IOS                                             |
| 2012 | Xbox 360                                                 |
| 2013 | PlayStation 3, Raspberry Pi                              |
| 2014 | PlayStation 4, Xbox One, PlayStation Vita, Windows Phone |
| 2015 | Windows 10, Wii U                                        |
| 2017 | Switch, New Nintendo 3DS                                 |

## Servers
Een andere mogelijkheid van Minecraft is het maken van een multiplayerserver, zodat meerdere spelers tegelijk in eenzelfde wereld kunnen spelen. Een dergelijke server wordt bestuurd vanuit één punt, meestal een computer of een dedicated server. Afhankelijk van de capaciteit kan een server van een tiental tot enkele honderden spelers tegelijk toelaten.
Het houden van een multiplayerserver maakt ook het mogelijk om, net zoals met een aantal modificaties in de singleplayer, spullen te creëren zonder ze ook werkelijk op te graven of te maken. Een van de meest gebruikte server mods voor Minecraft is de Bukkit server.
Sinds de 1.2 Better Together update kunnen mensen ook op servers via de Pocket Edition, Windows 10 Edition en de Xbox One Edition. Deze drie versies heten tegenwoordig Minecraft Bedrock.

## Mods
Minecraft is vrij eenvoudig te modden voor Java. Op het internet kan men meerdere cliënten vinden die verschillende mods kunnen dragen. De meestgebruikte mods brengen meer biotopen naar het spel, of geven de speler meer spullen om mee te bouwen. Zo zijn er ook mods waarbij de speler bijvoorbeeld een stoomlocomotief kan bouwen en die op een spoor kan laten functioneren.
Voor de Bedrock-editie van het spel zit er een betaalmuur achter mods. Deze worden door creators gemaakt en verkocht met de eenheid MineCoins.

## Soundtrack
Componist C418 bracht op 4 maart 2011 een album uit met alle nummers van minecraft: Minecraft - Volume Alpha. Diezelfde componist bracht op 9 november 2013 een nieuw album uit: Minecraft - Volume Beta.
Sinds update 1.14 van het spel wordt de muziek gemaakt door de componist Lena Raine, die bekend staat voor haar muziek in het spel Celeste. Er is ook door andere artiesten muziek gemaakt, zoals Kumi Tanioka, Samuel Åberg, en Aaron Cherof. De voorgenoemden hebben momenteel alleen voor enkele updates muziekstukken uitgebracht.

## Galerij

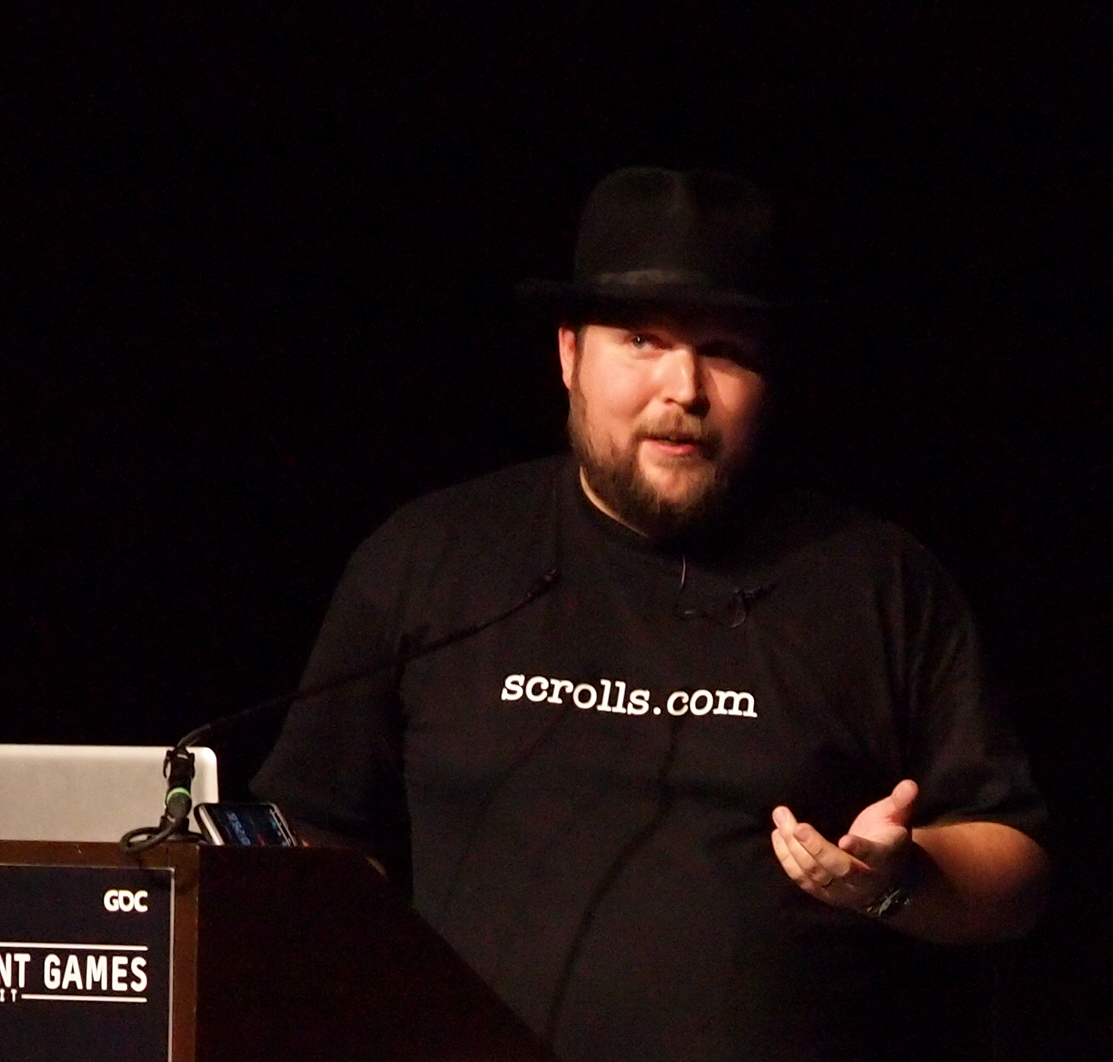
Notch, bedenker en tot 2014 maker van Minecraft
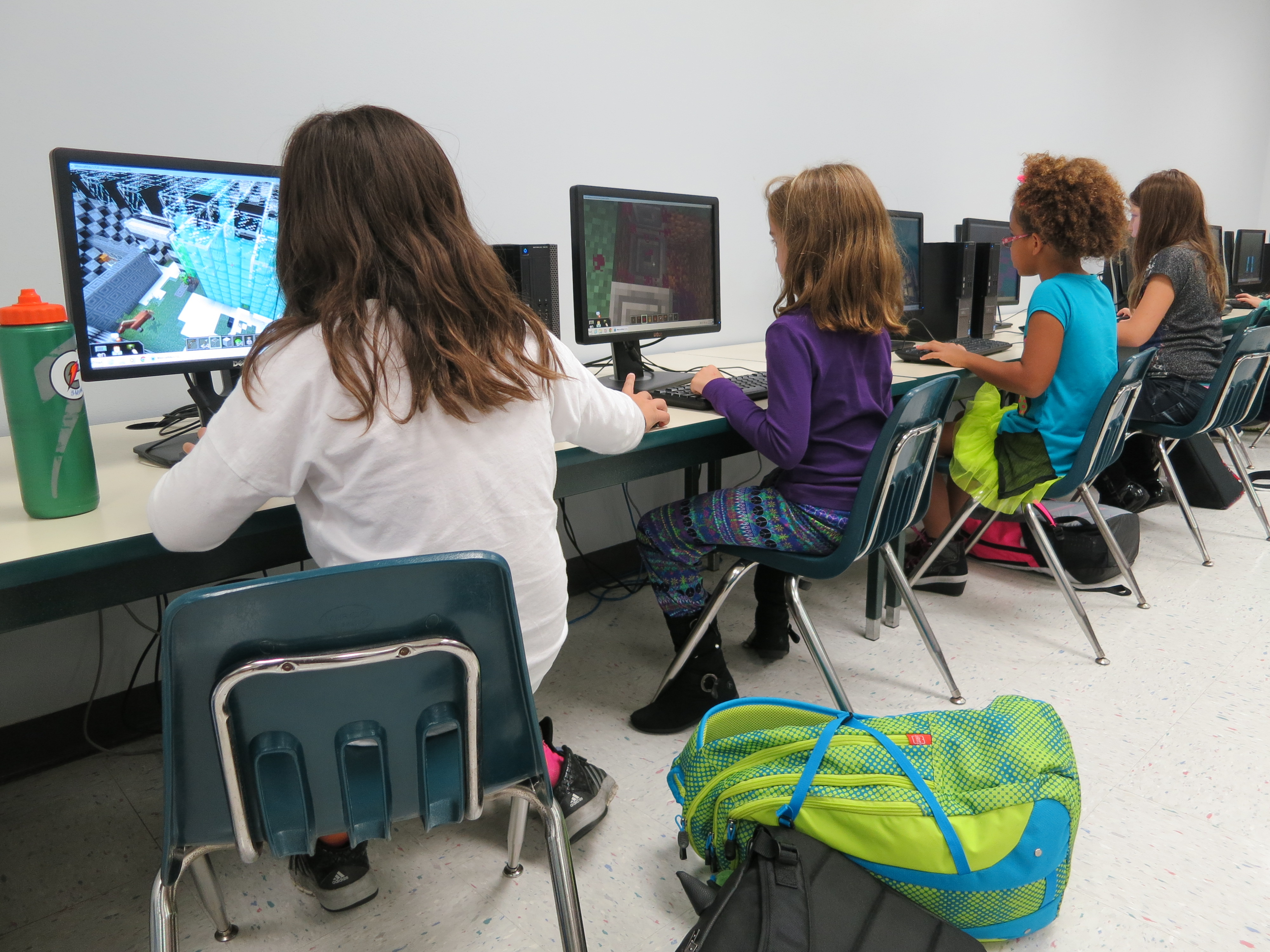
Minecraft wordt ook in scholen gebruikt, mogelijk gemaakt door Minecraft: Education Edition
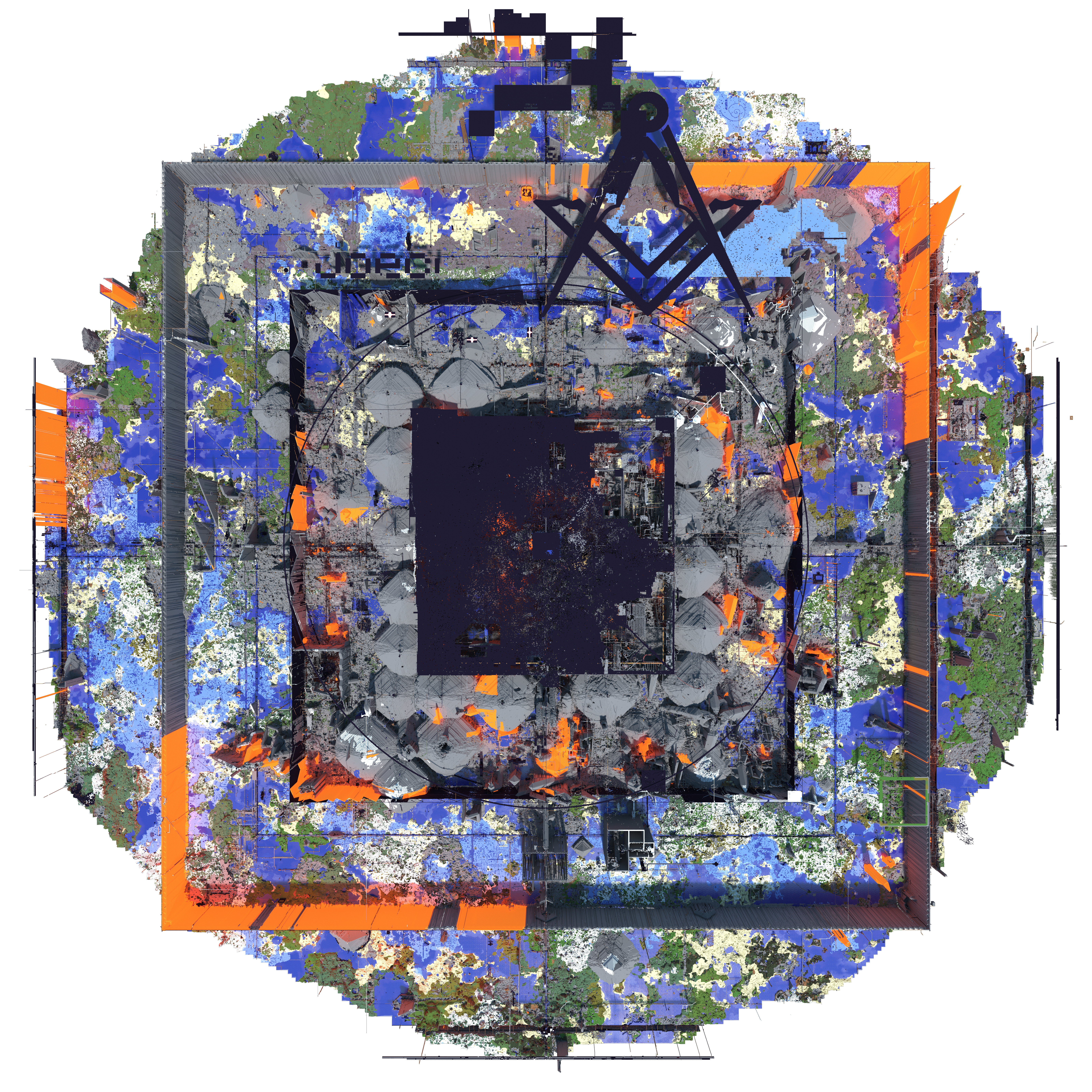
Een plattegrond van het spawngebied van een multiplayer-server genaamd 2b2t.
Het logo van de Minecraft Launcher voor pc